# Arthur Cazaux
Arthur Cazaux (Montpellier, 23 agosto 2002) è un tennista francese.

## Carriera

### 2019-2020, inizi tra i professionisti
Cazaux fa il suo esordio nei tornei professionistici nel 2019, già in autunno comincia a giocare con continuità e, alla terza partecipazione, raggiunge la prima finale in un torneo del circuito ITF.
A inizio 2020 disputa i suoi ultimi tornei del circuito juniores, raggiunge la finale agli Australian Open di categoria e viene sconfitto da Harold Mayot, risultato che lo porta alla 4ª posizione del ranking mondiale di categoria. A settembre, proprio insieme a Mayot, entra con una wild card nel tabellone principale dell'Open di Francia ed escono di scena al primo turno. A dicembre vince il suo primo titolo da professionista in singolare al torneo ITF M15 di Torelló, in Spagna.

### 2021-2022, debutto nel circuito ATP, primo titolo Challenger
Nel 2021 riceve un'altra wild card per le qualificazioni del Madrid Open, torneo di categoria 1000, dove ottiene il primo successo contro un top 100 eliminando in due set Sebastian Korda. Al Geneva Open di maggio vince il suo primo incontro in un tabellone principale ATP sconfiggendo Adrian Mannarino in tre set e viene eliminato al secondo turno da Pablo Cuevas. Subito dopo debutta in singolare al Roland Garros con un'altra wild card e viene sconfitto al primo turno da Kamil Majchrzak; raggiunge il secondo turno nel torneo di doppio in coppia con Hugo Gaston. A ottobre vince altri due tornei ITF, il mese successivo sconfigge il nº 74 del ranking Richard Gasquet al Challenger 100 di Roanne ed esce di scena nei quarti di finale. Il mese dopo sale alla 284ª posizione mondiale
Nel 2022 sta circa 5 mesi lontano dalle competizioni per un edema osseo al pube di cui soffre dal 2021. Rientra ad agosto ripartendo dalla 400ª posizione e a settembre conquista il primo titolo Challenger sconfiggendo Omar Jasika in finale al Nonthaburi Challenger 2. La settimana successiva si ritira durante la finale del Nonthaburi Challenger 3 e ritorna alla 284ª posizione. Negli ultimi quattro tornei stagionali vince un solo incontro nei tabelloni principali e chiude il 2022 da 382º

### 2023, un titolo e tre finali Challenger, 119º nel ranking
Nel gennaio 2023, sempre a Nonthaburi, disputa due finali Challenger consecutive, vince la prima battendo Lloyd Harris e nella seconda cede a Sho Shimabukuro. Nel periodo successivo raggiunge una semifinale nei Challenger e vince 4 incontri nelle qualificazioni di 4 diversi tornei ATP, senza accedere al tabellone principale. A maggio fa il suo ingresso nella top 200, a fine mese entra con una wild-card nel tabellone del Roland Garros ed esce di scena al primo turno. A giugno perde la finale al Challenger 125 sull'erba di Nottingham contro l'ex nº1 Andy Murray. Continua l'ascesa nel ranking con la semifinale disputata all'Ilkley Trophy, la finale al Lexington Challenger, persa contro Steve Johnson, e un'altra semifinale al Winnipeg Challenger, risultati che lo portano al 119º posto mondiale. Agli US Open si arrende a Stefano Travaglia al terzo turno di qualificazione, ma viene ripescato come lucky loser e perde al primo turno contro il nº 8 ATP Andrej Rublëv.

### 2024, quarto turno agli Australian Open, terzo turno al Paris Masters, un titolo Challenger e 63º nel ranking
All'esordio stagionale si aggiudica il Challenger 100 di Nouméa sconfiggendo in finale Enzo Couacaud per 6-1, 6-1. Il grande momento continua vincendo il suo primo match in un torneo del Grande Slam agli Australian Open 2024 con il successo sul nº 33 ATP Laslo Djere, al secondo turno elimina in quattro set il nº 8 Holger Rune, nella sua prima vittoria su un top 10. Nel turno successivo concede sette soli giochi al nº 31 del mondo Tallon Griekspoor e cede al quarto turno a Hubert Hurkacz in tre set. Guadagna 39 posizioni nel ranking e sale all'83ª, nel suo primo ingresso in top 100. Continua l'ascesa uscendo al secondo turno nei due successivi tornei ATP, in particolare all'ATP 500 di Dubai, dove sconfigge il top 30 Lorenzo Musetti; a marzo si trova al 74º posto mondiale.
Dopo un periodo di risultati negativi, a giugno scende al 98º posto ATP. Vince i suoi primi match in carriera a Wimbledon e agli US Open, in entrambi i tornei esce al secondo turno e guadagna alcune posizioni. Riprende l'ascesa con il secondo turno raggiunto allo Shanghai Masters e con alcuni buoni risultati nei Challenger, su tutti la finale raggiunta allo Shenzhen Longhua Open, persa contro Mackenzie McDonald. A fine stagione perde nelle qualificazioni del Paris Masters e viene rispescato come lucky loser. Dopo il bye al primo turno elimina il top 20 Ben Shelton ed esce al terzo turno per mano di Holger Rune. Con questi risultati chiude la stagione con il nuovo miglior ranking alla 63ª posizione mondiale.

### 2025, prima finale ATP e un'altra semifinale ATP
Inizia male il 2025 e già con l'uscita al secondo turno degli Australian Open esce dalla top 100. Nei cinque mesi successivi vince un solo match nei tabelloni principali ATP, nei Challenger non supera i quarti di finale e scende fino al 118º posto. Supera le qualificazioni e raggiunge il secondo turno a Wimbledon. Al successivo Swiss Open Gstaad elimina tra gli altri il top 60 Martin Tomas Etcheverry e disputa la sua prima semifinale ATP, persa in due set contro il vincitore del torneo Aleksandr Bublik, risultato con cui rientra nella top 100. Si spinge fino alla sua prima finale ATP subito dopo all'Austrian Open di Kitzbühel, in semifinale ha la meglio su Arthur Rinderknecht e nel match che assegna il titolo soccombe nuovamente a Bublik per 4-6, 3-6, e risale alla 75ª posizione.

## Statistiche
Aggiornate al 10 agosto 2025.

### Singolare

#### Finali perse (1)
| Legenda                   |
| Grande Slam (0)           |
| ATP Finals (0)            |
| ATP Tour Masters 1000 (0) |
| ATP Tour 500 (0)          |
| ATP Tour 250 (1)          |

| N. | Data           | Torneo                   | Superficie  | Avversario in finale | Punteggio |
| 1. | 26 luglio 2025 | Austrian Open, Kitzbühel | Terra rossa | Alexander Bublik     | 4-6, 3-6  |

### Tornei minori

#### Singolare

##### Vittorie (6)
| Legenda tornei minori |
| Challenger (3)        |
| ITF (3)               |

| N. | Data             | Torneo                                       | Superficie | Avversario in finale | Punteggio        |
| 1. | 13 dicembre 2020 | M15 Torello, Torelló                         | Cemento    | Quentin Robert       | 4-6, 7-6(3), 6-2 |
| 2. | 10 ottobre 2021  | M25 Setubal, Setúbal                         | Cemento    | Rinky Hijikata       | 7-5, 6-0         |
| 3. | 24 ottobre 2021  | M25 Quinta do Lago, Quinta do Lago           | Cemento    | Naoki Nakagawa       | 6-3, 6-4         |
| 4. | 4 settembre 2022 | Nonthaburi Challenger 2, Nonthaburi          | Cemento    | Omar Jasika          | 7-6(6), 6-4      |
| 5. | 15 gennaio 2023  | Nonthaburi Challenger 2, Nonthaburi (2)      | Cemento    | Lloyd Harris         | 7-6(5), 6-2      |
| 6. | 7 gennaio 2024   | Internationaux de Nouvelle-Calédonie, Nouméa | Cemento    | Enzo Couacaud        | 6-1, 6-1         |

##### Finali perse (8)
| Legenda tornei minori |
| Challenger (5)        |
| ITF (3)               |

| N. | Data              | Torneo                                  | Superficie  | Avversario in finale | Punteggio              |
| 1. | 6 ottobre 2019    | M15 Pretoria, Pretoria                  | Cemento     | Alexander Donski     | 6(3)-7, 7-6(5), 6(6)-7 |
| 2. | 18 aprile 2021    | M25 Meerbusch, Meerbusch                | Terra rossa | Alexander Erler      | 2-6, 6-4, 7-5          |
| 3. | 22 agosto 2021    | M25+H Bacau, Bacău                      | Terra rossa | Yshai Oliel          | 4-6, 6-4, 4-6          |
| 4. | 11 settembre 2022 | Nonthaburi Challenger 3, Nonthaburi     | Cemento     | Stuart Parker        | 4-6, 1-4 rit.          |
| 5. | 22 gennaio 2023   | Nonthaburi Challenger 3, Nonthaburi (2) | Cemento     | Sho Shimabukuro      | 2-6, 5-7               |
| 6. | 18 giugno 2023    | Nottingham Open, Nottingham             | Erba        | Andy Murray          | 4-6, 4-6               |
| 7. | 6 agosto 2023     | Lexington Challenger, Lexington         | Cemento     | Steve Johnson        | 6(5)-7, 4-6            |
| 8. | 20 ottobre 2024   | Shenzhen Longhua Open, Shenzhen         | Cemento     | Mackenzie McDonald   | 4-6, 6(4)-7            |

#### Doppio

##### Finali perse (2)
| N. | Data             | Torneo               | Superficie  | Compagno        | Avversari in finale                        | Punteggio           |
| 1. | 13 dicembre 2020 | M15 Torello, Torelló | Cemento     | Leandro Riedi   | Gerard Granollers Pujol Oriol Roca Batalla | 6(9)-7, 6-3, [9-11] |
| 2. | 10 ottobre 2021  | M25 Angers, Angers   | Terra rossa | Titouan Droguet | Manuel Guinard Corentin Denolly            | w/o                 |

### Grande Slam junior

#### Singolare

##### Finali perse (1)
| Tornei del Grande Slam  |
| ----------------------- |
| Australian Open (1)     |
| Open di Francia (0)     |
| Torneo di Wimbledon (0) |
| US Open (0)             |

| N. | Data             | Torneo                     | Superficie | Avversario in finale | Punteggio |
| 1. | 1º febbraio 2020 | Australian Open, Melbourne | Cemento    | Harold Mayot         | 4-6, 1-6  |

### Vittorie contro giocatori top 10
| Stagione | 2024 | Totale |
| -------- | ---- | ------ |
| Vittorie | 1    | 1      |

| #    | Avversario  | Rank | Torneo                     | Superficie | Turno | Punteggio             |
| ---- | ----------- | ---- | -------------------------- | ---------- | ----- | --------------------- |
| 2024 |             |      |                            |            |       |                       |
| 1.   | Holger Rune | 8    | Australian Open, Melbourne | Cemento    | 2T    | 7-6(4), 6-4, 4-6, 6-3 |